# Tillandsia 'Roy'
Tillandsia 'Roy' es un cultivar híbrido del género Tillandsia perteneciente a la familia Bromeliaceae.
Es un híbrido creado en el año 1981 con las especies Tillandsia brachycaulos × desconocida.